# Cryptococcus luteolus
Cryptococcus luteolus är en svampart som först beskrevs av Saito, och fick sitt nu gällande namn av C.E. Skinner 1950. Cryptococcus luteolus ingår i släktet Cryptococcus och familjen Tremellaceae.   Inga underarter finns listade i Catalogue of Life.